# Perdidos en el espacio (película)
Perdidos en el espacio (título original: Lost in Space) es una película estadounidense de ciencia ficción estrenada en 1998, dirigida por Stephen Hopkins y protagonizada por William Hurt, Mimi Rogers, Gary Oldman, Lacey Chabert, Heather Graham y Matt LeBlanc, entre otros.
La película está basada en la serie estadounidense Lost in Space, nombre que lleva la película en su título original, emitida entre los años 1965 y 1968.

## Sinopsis
La familia Robinson, que tiene tres hijos de diferentes edades, ha sido la elegida para formar parte en el programa de colonizar el espacio, un proyecto urgente del gobierno a causa del hecho de que se están agotándo los recursos de la tierra. Para ello se subirán en una nave y dormirán criogenizados durante 10 años para llegar a su destino en otro sistema solar y allí prepararlo todo para la llegada de otros colonos construyendo desde allí un portal hiperespacial que, conectado a una de la tierra, haría una colonización de ese sistema posible. Para que vayan seguros en la nave llevan consigo al Mayor Don West para protegerla de rebeldes que saben que quieren sabotear la misión, siendo la técnica de la nave la hija mayor de la familia, Judy Robinson. 
Los rebeldes contratan al Dr. Smith, un ayudante de ese programa, para sabotear la nave y él accede a cambio de dinero. Él consigue hacerlo con éxito, cuando iban a hibernarse. Sin embargo, una vez que lo hizo, los rebeldes le traicionaron casi matándolo a distancia en la misma nave con la ayuda de un dispositivo que le habían puesto antes. Aun así lo dejaron inconsciente, por lo que, una vez recuperado, tiene luego que salvar a la familia Robinson, porque ya había despegado con la nave teniendo que estar con ellos en la nave para poder salvar su vida. 
Él consigue salvarlos aunque se convierte en prisionero de ellos por lo que hizo. Sin embargo la nave queda suspendida en el espacio por los daños ocurridos a la nave a causa de su sabotaje que, a pesar de todo, no pudo detener del todo. Adicionalmente la nave atraviesa además una extraña burbuja espacio-tiempo, hasta que finalmente van a dar con un extraño planeta desconocido.

## Ficha artística
- William Hurt (Profesor John Robinson)
- Mimi Rogers (Dr. Maureen Robinson)
- Gary Oldman (Dr. Zachary Smith)
- Lacey Chabert (Penny Robinson)
- Heather Graham (Dr. Judy Robinson)
- Matt LeBlanc (Comandante Don West)
- Jack Johnson (Will Robinson)
- Jared Harris (Adulto Will Robinson)
- Edward Fox (Líder de la expedición en la Tierra)
- Lennie James (Jeb Walker)
- Dick Tufeld (Voz del Robot)

## Producción
En la película aparecieron algunos de los actores de la serie original y se hicieron además 750 efectos visuales para esta producción cinematográfica, que fueron creados por diversas compañías.

## Recepción
La película fue estrenada en los Estados Unidos el 3 de abril de 1998. No tuvo buena acogida, ya que recaudó 136 millones de dólares con un presupuesto de 80 millones, aunque ganó la reputación de haber desbancado al Titanic del primer puesto de la taquilla. También fue mal vista por los críticos. Según Sensacine, la película no es un homenaje, ni una completa reinvención y el resultado no convence demasiado y en cuanto a SSSM, la película es una obra de entretenimiento pasable.

## Premios
- Premio FCMJ (1998): Una Nominación
- Premio Saturn (1999): 6 Nominaciones
- Premio ASCAP (1999): Una Nominación
- Premio Golden Reel (1999): Una Nominación
- Premios Artista Joven (1999): 3 Nominaciones